# Walter Martino
Walter Martino (Milano, 18 aprile 1953) è un batterista italiano.

## Biografia
Batterista, percussionista e compositore, assieme alla sorella Gloria è figlio di Bruno Martino (pianista, cantante e compositore), crooner dalla voce inconfondibile, famosissimo in Italia negli anni '50 e '60 e molto apprezzato nel mondo jazzistico internazionale per aver composto Estate, unico brano italiano ad essere inserito nel “Real Book”, il libro degli standards jazz mondiali.
Walter Martino ha fatto parte di importanti gruppi "storici" del rock italiano come Il Ritratto di Dorian Gray, Seconda generazione, Reale Accademia di Musica, Raccomandata con Ricevuta di Ritorno, I Goblin, I Libra, Banco del Mutuo Soccorso.
Ha composto assieme ai Goblin la colonna sonora del film di Dario Argento Profondo rosso nel 1975, mentre tre anni dopo ha scritto con i Libra le musiche di Schock, l'ultimo film di Mario Bava.
Dal 1976, inizia l’attività di session man collaborando in studio di registrazione e nei vari Tour con i maggiori artisti italiani: Mia Martini, Alan Sorrenti, Claudio Baglioni, Rino Gaetano, Antonello Venditti, Loredana Bertè, Renato Zero e molti altri. Autore del videometodo didattico La Batteria Moderna del 1993, Walter Martino ha collaborato anche con artisti internazionali come Jean Mas, Gary Low, Bob Mintzer, Mark Egan, Michael Manring, Gianfranco Continenza e altri. (Fonti Ciao 2001, Percussioni, Drum Club).
È sposato dal gennaio 2015 con Roberta Pellegrini con cui ha una figlia, Violetta Patrizia.